# 2006年4月

## 4月30日
- 中华民国行政院長蘇貞昌，出訪海地行程受阻，因中华人民共和国通过联合国阻挠未能成行。[1][2][3][4][5][6]

## 4月28日
- 日本內閣通過修訂教育法，加強「愛國教育」。[7]
- 國際原子能總署（IAEA）向聯合國安理會提交報告指出，伊朗並未服從安理會最後通牒的要求，停止其濃縮鈾計畫。[8][9]
- 美國「自由之家」發表去年全球新聞自由度評比報告，台灣新聞自由度名列第三十五名，首度與日本並列亞洲第一。中國被評為「不自由」國家，排名為一百七十七名。[10]
- 美國貿易代表署公布本年度特別301調查報告，其中中國仍列入「優先觀察名單」，而台灣、韓國則仍被列入「一般觀察名單」。[11]

## 4月27日
- 南韓檢方以現代汽車集團會長鄭夢九挪用公司約一千億韓元，涉嫌貪污等罪名為由，向法院申請逮捕令。[12]
- 自由塔在美國紐約世貿大樓原址動工，新建築同樣包含五棟大樓，還有911攻擊紀念館等設施。[13]
- 中国渔船在南沙群岛遭到一艘不明国籍武装船只袭击，四名渔民死亡，三名渔民受伤，渔船上财产被洗劫一空。有报道说是菲律宾军方所为，菲律宾总统已令军方调查此事。

## 4月26日
- 日本前一级建筑师姐齿秀次被逮捕。 [14]
- 欧洲议会公布一项调查报告，证明自2001年9月11日以来，美国中央情报局已经在欧洲上空进行了超过一千次没有公开的飞行，绑架“恐怖分子”并可能施以酷刑，美国方面承认飞行和绑架，但否认酷刑。[15]

## 4月25日
- 台閩今年首季農產品貿易達到一千六百餘萬美元。[16]

## 4月24日
- 尼泊爾國王賈南德拉深夜宣布恢復國會及民主制度。[17]

## 4月23日
- 美國日本就美軍移師關島費用達成協議。[18][19][20]
- 新西兰、澳大利亚、斐济和巴布亚新几内亚向所罗门群岛派兵和警察帮助平息选举引起的骚乱，中国政府开始派机撤离侨民。[21]
- 五级热带气旋莫妮卡（英语：2005-06 Southern Hemisphere tropical cyclone season）威胁澳大利亚沿海。[22]
- 台灣媒體人周玉蔻帶領同黨市議員參選人以台聯台北市長參選人的身分表示，飛碟電台董事長趙少康日前在電視節目中，「揶揄」中華民國前總統李登輝的病情，是沒人性且沒人道的作為。[23][24][25]

## 4月22日
- 乌克兰城市哈尔科夫两个超级市场被炸弹袭击，14人受伤。[26]
- 4名加拿大士兵在阿富汗被塔利班放置的路边炸弹袭击身亡。[27]

## 4月21日
- 日本96名國會議員到靖國神社參拜。[28]
- 俄國外交部發言人表示，在看到伊朗核項目並非出於和平目的確鑿證據之前，不會同意制裁伊朗。[29][30]
- 尼泊爾民眾不顧開槍傷亡事件與政府宵禁命令，繼續上街遊行。結果國王賈南德拉向反對勢力低頭，宣佈還政於民，由反對聯盟提名總理主持政府。[31][32]
- 俄羅斯堪察加半島凌晨發生強烈地震。[33]
- 中國駐美國大使館派一代表團到白宮，要求布什政府詳細解釋，法輪功支持者王文怡，如何進入白宮南草坪的胡錦濤到訪歡迎儀式。[34]
- 王文怡正式被美國聯邦檢察官以蓄意威嚇、強迫、威脅與騷擾外國官員的罪名起訴。[35]
- CNN電視記者在胡錦濤和耶魯大學校長雷文會面提問，立刻被逐出現場。[36]

## 4月20日
- 倫敦交易所的北海布倫特原油觸及每桶74美元，達到歷史新高。[37]
- 新加坡政府宣布，将在5月6日举行大选。这是李显龙成为总理之后的第一次大选。[38]
- 美国总统布什在白宫南草坪举行欢迎仪式，欢迎中国国家主席胡锦涛到访，結果歡迎儀式走樣。欢迎仪式被一个在记者平台上高呼“布什总统，请阻止他迫害法轮功（英语）”和“胡主席，你的日子不多了”的女性抗议者干扰。据报道该女子是法轮功报刊《大纪元时报》的记者王文怡。[39][40][41]TVBS新聞網（页面存档备份，存于）</ref>TVBS新聞網（页面存档备份，存于）</ref>[42][43][44][45]
- 尼泊爾警方向數萬名抗拒戒嚴而在首都加德滿都支持民主遊行的群眾開槍，至少有三人喪生，數十人受傷。[46]

## 4月19日
- 南韓總統盧武鉉親自主持安保內閣會議，研商如何反制日本將對「竹島」（韓稱「獨島」）附近海域展開的海洋調查計畫。[47]
- 伊朗數名高官為核問題抵達莫斯科訪問。[48]
- 意大利最高法院裁定，中左联盟候选人普罗迪赢得大选。[49]

## 4月18日
- 太平洋島國所羅門群島發生針對華人的騷亂，在首都霍尼亞拉暴徒四處搶掠，唐人街九成店舖被燒毀。 [50]
- 中國國家主席胡錦濤抵達西雅圖，正式對美國展開訪問， 如影随形的还有抗议和欢迎的两个阵营。 [51][52][53][54][55]
- 台灣民進黨立委連署提案譴責中國盜摘活體器官之不人道行為。[56]
- 中國再次呼籲透過外交手段解決伊朗核問題。 [57]
- 越南共产党第十届全国代表大会开幕。[58]

## 4月17日
- 2006年普利策奖颁发，《纽约时报》Joseph Kahn 和 Jim Yardley 二人以对中国处于演进过程中的不健全的法制的系列报道获得“国际报道奖”。 [59]
- 以色列與巴勒斯坦在聯合國安理會中因為最近的自殺襲擊事件互相指責。[60]
- 中国官員表示，三月被中国检察机关取消所有指控罪名的《纽约时报》前研究员赵岩，未获释放又被政府加以新的调查，将至少被关押到五月。[61][62]

## 4月16日
- 中国外汇储备截止到3月底已经达到8751亿美元，超过日本成为世界最大的外汇储备国。政府官员建议采取“藏汇于民”的方针，鼓励民众和企业持有外汇。[63]

## 4月15日
- 以色列內閣會議正式宣布，取消的總理職務；同時任命代理總理接掌所有總理權力，而成為以色列臨時內閣總理。[64]
- 中國國台辦主任陳雲林宣佈，中國大陸已經制定了「大陸居民赴台灣地區旅遊管理辦法」，決定開放大陸居民到台灣旅遊。[65]
- 中華民國副總統呂秀蓮批評中國國民黨榮譽主席連戰「良心安在」，說其坐享台灣所有福利，只因兩次沒有選上總統，所以兩次到「中國」都沒有一句肯定台灣的話。[66][67]
- 據多維新聞社及中央社報導，中國外交部在給加拿大環球郵報的一份聲明中指出，「中國公民魯德成2004年8月私自越過邊界，這已違反中國法律，盼相關國家提高警覺，不要成為中國罪犯藏身處所」。 [68]
- 中國公布連串15項惠及台灣的政策。台湾岛内批评和称赞意见不一。 [69][70]中時電子報</ref>

## 4月14日
- 美國助理國務卿沙儂指出，美國對北京與拉丁美洲國家間的軍事合作極感興趣、但稱不上「關切」。[71]
- 斥資四十三億新台幣發展、全球第一個氣象衛星星系福爾摩沙衛星三號在美國加州范登堡空軍基地順利升空，為人類預測氣象寫下歷史新頁。[72][73][74][75][76]

## 4月13日
- 乍得指鄰國蘇丹協助叛軍陰謀政變，但称效忠政府的部隊已完全擊潰侵入首都恩賈梅納的叛軍。[77]
- 中国国民党荣誉主席连战率170餘人赴北京参加国共两岸经贸论坛。[78]
- 中華民國行政院陸委會主委吳釗燮宣布，中華民國政府同意開放第一類中國大陸旅客（所有中國大陸人士）來台灣觀光。[79]
- 中华人民共和国成立后举办的第一次国际宗教会议“世界佛教论坛”在浙江杭州开幕，论坛主题为“和諧世界，从心开始”。与会者来自世界上37个国家与地区，共1000多人。中国政府认定的第十一世班禅额尔德尼·确吉杰布首次出现于国际公众場合，並在论坛上发言。主办單位沒有邀请流亡海外的第十四世达赖喇嘛列席。[80][81][82]

## 4月12日
- 新加坡内阁资政李光耀与选民对话，选民提出部份制度和措施对反对党不利等尖锐问题。[83]
- Google公司CEO埃里克·施密特在中国北京发布了Google的中文名称為“谷歌”。[84][85][86]
- 甘肃121颗人头骨案，初步查明。[87]
- 中國廣東汕頭市潮陽區西臚鎮波美村發生嚴重警民衝突，數千村民阻止當局拆卸水閘，武警施放催淚彈驅散村民，造成數十村民受傷，衝突中還傳出一名三十多歲女子傷重不治。[88]
- 台灣國家安全會議舉行無預警的「玉山二號」年度例行性政、軍兵棋推演，包括陳水扁總統在內均被要求限時抵達圓山指揮所的演習現場，在洞內模擬中國攻台時的因應狀況。[89][90]

## 4月11日
- 香港行政會議通過地鐵有限公司和九廣鐵路公司合併方案。[91][92]
- 中華民國立法院首度行使檢察總長同意權，被提名人謝文定最後以四票之差，在泛藍立委集體封殺下飲恨。[93]
- 義大利前總理、欧洲委员会前主席罗马诺·普罗迪領導的中間偏左「團結」聯盟已經擊敗現任總理領導的中間偏右「自由之家」聯盟，贏得本次國會改選。[94]
- 伊朗總統證實，伊朗已首次成功掌握可供核電廠使用的低階濃縮鈾技術，正式加入擁有核能技術的國家行列。[95]
- 中华民国外交部發言人表示，經向聯合國官員查証，联合国從1971年以來就使用簡體中文，並沒有同時禁用正體字，根本不存在2008年停用的问题。[96]

## 4月10日
- 法國總統宣布廢除不受歡迎的新勞工法，可望解除數十年來最嚴重的社會危機。[97]
- 意大利大选结束，出口民调显示普罗迪领导的中左翼联盟稍稍领先。[98]
- 尼泊爾為防範反政府示威而實施之戒嚴令進入第三天。[99]
- 印度北方邦密拉特市一個貿易市場傍晚發生火災，警方表示，火災迄已造成至少100人死亡。[100]
- 迦納警方指出，一艘滿載乘客與貨物的船隻在伏塔湖翻覆，約120位乘客恐已溺斃。[101]
- 中國山西原平軒崗煤電公司醫院凌晨二時發生大爆炸，已確認有30人死亡，受傷人員還沒準確統計。[102]

## 4月9日
- 巴基斯坦南部港口城市卡拉奇举行的一个宗教集会发生踩踏事故，造成至少26人死亡、70人受伤。[103]
- 新加坡海峽時報在「星期天時報」專刊，以「我父親不是共產黨臥底間諜」為標題，整版報導中華民國駐新加坡代表胡為真為他的父親故陸軍上將胡宗南辯護的談話。[104]

## 4月8日
- 第25屆香港電影金像獎揭曉，杜琪峰執導的《黑社會》（中国大陆譯作《龍城歲月》）獲得最佳影片、最佳導演等四項大獎，梁家輝、周迅分獲影帝及影后。[105]
- 香港長沙灣東京街一地盤中，發現第二次世界大戰留下的588枚炮彈，為開埠以來最大宗發現戰前炮彈案件。[106]

## 4月7日
- 英國高等法院判決，美國作家丹·布朗的暢銷著作《達文西密碼》並未侵犯英籍作家培金與雷伊作品「聖血與聖杯」的著作權。[107]
- 日本最大在野黨民主黨召開黨籍參眾兩院議員總會，選舉新任黨主席，前民主黨副主席小澤一郎獲勝。[108]
- 台灣液晶显示器龍頭企业友達光電，宣佈合併廣輝電子。合併後的新友達，面板全球市场占率達到22%，超過南韓三星及樂金電子，成為世界第一。[109]
- 歐盟開始對中國鞋類製品徵收最高為20%的反傾銷稅。[110]
- 伊拉克首都巴格達市北區伊斯蘭教什葉派巴拉薩清真寺，連續發生三起自殺式炸彈攻擊案，至少造成74名參與星期五周禱的信徒喪生、130多人受傷。[111]

## 4月6日
- 哈马斯称巴勒斯坦耶路撒冷事务部长阿布·阿拉法被以色列警方逮捕。[112]
- 加拿大北部發現近似鱷魚的水中生物化石。 [113]
- 蘋果電腦推出可以兼容微軟Windows XP的新軟件Boot Camp。[114]
- 東京西日暮里JR電車月台上有數名南韓扒手被警方查問時，便用胡椒噴霧，噴向警察和月台的乘客，導致多人受傷，其中一名扒手被擒。[115][116]

## 4月5日
- 尼泊爾爆發反對國王賈南德拉示威。[117]
- 第八届世界短池游泳锦标赛在上海开赛。[118]
- MediaWiki1.6.0版释出。[119]

## 4月4日
- 联合国秘书长安南在全球第一个关注地雷日说，在任何文明的社会都不应该让地雷存在。[120]
- 泰國晚上與泰王見面後，宣佈應國王的要求而下台。[121]
- 法國運輸工人與教師發動第五次全國性罷工行動，全國各地的學生也響應。 [122]
- 中國一架殲八戰機在海南文昌爆炸墜毀，軍警正在搜尋機上四枚導彈及機關炮，南海艦隊陵水機場所有戰機暫時停止飛行訓練。[123]

## 4月3日
- 泰國宣稱，他領導的執政黨「泰愛泰黨」取得五成七的票數勝選。[124]
- 美國科學家在最新一期醫學權威期刊「刺胳針」撰文指出，他們利用病患自身的膀胱細胞，在實驗室培育出完整的膀胱，而且移植到病患身上後運作無礙。[125]
- 美國聯邦最高法院以六票贊成、三票反對的表決結果駁回恐怖犯嫌帕迪拉指控美國政府非法羈押的上訴案。[126]

## 4月2日
- 日本內閣官房長官安倍晉三與外相麻生太郎，分別針對日前中國國家主席胡錦濤表示答應舉行兩國高峰會之條件說，予以批判。[127]
- 法國與印度在阿拉伯海舉行代號為「伐樓那二號」的聯合海軍演習。[128]

## 4月1日
- 大中华区众多科技企业入围福布斯2000排名，其中中国移动以968.9亿美元在市值排名中排名第45。[129]
- 台灣在傍晚6點02分發生芮氏規模6.4的強震。[130]